# Acronicta strigulata
Acronicta strigulata är en fjärilsart som beskrevs av Smith 1897. Acronicta strigulata ingår i släktet Acronicta och familjen nattflyn. Inga underarter finns listade i Catalogue of Life.